# 马克斯·洛伦茨 (歌唱家)

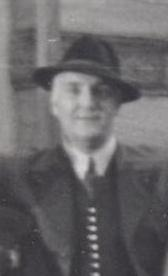
马克斯·洛伦茨在拜罗伊特，1941年

马克斯·洛伦茨（德語：Max Lorenz，1901年5月10日—1975年1月11日），德国男高音，以演绎理查德·瓦格纳作品而著名。
马克斯·洛伦茨生于杜塞尔多夫，1920年代在柏林学习声乐。1927年，马克斯在德累斯顿森佩尔歌剧院进行了首次演出。1929年至1944年间，马克斯加入柏林国家歌剧院，同时也在纽约大都会歌剧院、拜罗伊特节日剧院、英国皇家歌剧院和维也纳国家歌剧院演出。
马克斯经常在萨尔茨堡音乐节上进行表演，同时还参演了戈特弗里德·冯·艾内姆、罗尔夫·利伯曼和鲁道夫·瓦格纳-雷杰尼的作品。
马克斯的艺术生涯持续了近三十年，是世界顶尖的男高音，尤其擅长表演理查德·瓦格纳的《特里斯坦与伊索尔德》、《齐格弗里德》、《诸神的黄昏》和《纽伦堡的名歌手》。
1975年，马克斯在萨尔茨堡去世，安葬在维也纳中央公墓。